# Edoardo Ponti
Edoardo Ponti, född 6 januari 1973 i Genève, Schweiz, är en italiensk regissör, manusförfattare och skådespelare. Han är son till producenten Carlo Ponti och skådespelerskan Sophia Loren. Edoardo är halvbror till producenten Alex Ponti och bror till dirigenten Carlo Ponti Jr. Edoardo är gift med Sasha Alexander sedan 2007. Paret har en dotter, Lucia Sophia Ponti och en son, Leonardo Fortunato Ponti.

## Regi i urval
- 2003 - Between Strangers
- 1998 - Liv

## Filmmanus
- 2003 - Between Strangers
- 1998 - Liv

## Filmografi roller
- 1984 - Qualcosa di biondo